# Прајекта
Прајекта или Праиекта је била нећака византијског цара Јустинијана И (р. 527–565) по крви и његове царице Теодоре по удаји.

## Биографија
Прајекта је била ћерка Вигилантије и Дулцидија (или Дулцисима), односно сестре и зета цара Јустинијана I. Такође је била сестра каснијег византијског цара Јустина II (р. 565–578) и патриција Марцела . 
У почетку је била удата за патриција Ареобинда, сенатора племенитог порекла.  Године 545, пошто је ситуација у Африци измакла контроли након Соломонове смрти и његове замене његовим неспособним нећаком Сергијем, Ареобинд је, иако није имао претходног војног искуства, послат тамо са малим снагама. 
Ареобинд је постављен за заједничког команданта са Сергијем, али двојица генерала се нису сложила, што је било предвидљиво катастрофално за византијске царске напоре: царске снаге су тешко поражене код Такије, иако су успеле да убију побуњеника Стоца . Након тога, Сергије је смењен, а на његово место постављен је Ареобинд.   Убрзо је, међутим, (марта 546. године), убијен у војној побуни коју је предводио Гунтарик, дукс Нумидие . Праекта и њена снаја су послате на сигурно у утврђени манастир у Картагини, али када је Гунтарик преузео град, одатле су уклоњене. Гунтарик, који је вероватно намеравао да се ожени Прајектом, држао ју је у кућном притвору, али се према њој добро понашао.  
После Гунтариковог убиства од стране Јермена Артабана у мају и обнове византијске царске власти, Прајекта га је наградила великом сумом новца и верила се са њим. Када се вратила у Цариград, Артабан ју је пратио, али је царица Теодора открила да је он већ ожењен и забранила је заједницу.   Артабана је ова афера разбеснела и то је допринело његовој умешаности у неуспелу заверу за свргавање цара Јустинијана I крајем 548. године. 
Прајекта је уместо тога удата за Јована, сина Помпеја и унука Ипатија,  брака који се остварио негде 546–548. године. 